# إيرين جاكوب
إيرين ماري جاكوب (ولدت في 15 يوليو 1966) ممثلة فرنسية سويسرية، عرفت بعملها مع المخرج البولندي كريستوف كيشلوفسكي.فازت بجائزة أفضل ممثلة مهرجان كان السينمائي 1991 عن فيلم الحياة المزدوجة لفيروينك، وتم ترشيحها لجائزة بافتا لأفضل ممثلة في دور قيادي عن فيلمها عام 1994 ثلاثة ألوان: أحمر. تشمل عروضها السينمائية الأخرى الحديقة السرية (1993)، ما وراء الغيوم (1995)، مشاة الولايات المتحدة (1998) و الخلود (2016).

## روابط خارجية
- موقع إيرين جاكوب الرسمي
- إيرين جاكوب على موقع IMDb (الإنجليزية)
- إيرين جاكوب على موقع مونزينجر (الألمانية)
- إيرين جاكوب على موقع قاعدة بيانات الأفلام العربية
- إيرين جاكوب على موقع قاعدة بيانات الأفلام العربية
- إيرين جاكوب على موقع ألو سيني (الفرنسية)
- إيرين جاكوب على موقع ميوزك برينز (الإنجليزية)
- إيرين جاكوب على موقع تيرنر كلاسيك موفيز (الإنجليزية)
- إيرين جاكوب على موقع أول موفي (الإنجليزية)
- إيرين جاكوب على موقع قاعدة بيانات الأفلام السويدية (السويدية)
- إيرين جاكوب على موقع أول ميوزيك (الإنجليزية)
- إيرين جاكوب في هوليوود.كوم